# Spekulace (trestní zákon)
Spekulace se podle československého Trestního zákona z roku 1950 a 1961 dopustil ten: 
- kdo v úmyslu opatřit sobě nebo někomu jinému neoprávněný prospěch spekuloval s předměty potřeby, zejména tím, že ve větším rozsahu takové předměty za účelem jejich zcizení skupoval, hromadil nebo přechovával.[1]
- kdo si opatřil nebo přechovával předměty potřeby ve větším rozsahu nebo předmět větší hodnoty v úmyslu je se ziskem prodat nebo směnit anebo získat jinou výhodu, nebo kdo takovou činnost zprostředkoval.[2]

Po 30. červnu 1990 byl tento trestný čin z československého právního řádu vypuštěn.
Některá rozhodnutí soudů (z let před rokem 1990) byla po roce 1990 zrušena a obvinění byli zproštěni obžaloby. V odůvodnění rozhodnutí Nejvyššího soudu České republiky je například uvedeno:
„…výrok o vině byl v dané věci faktickým popřením práva vlastnit majetek a s tímto majetkem disponovat.“
Podle § 2 odst. 5 tr. řádu, ve znění účinném do 31. 12. 1993, měly orgány činné v trestním řízení postupovat tak, aby byl zjištěn skutečný stav věci, a při svém rozhodování z něho vycházet. Měly objasňovat se stejnou pečlivostí okolnosti svědčící proti obviněnému i okolnosti, které svědčí v jeho prospěch, a provádět v obou směrech důkazy, nevyčkávajíce návrhu stran. Doznání obviněného nezbavovalo orgány činné v trestním řízení povinnosti přezkoumat a všemi dosažitelnými prostředky ověřit všechny okolnosti případu.